# Lucius Shepard
Lucius Taylor Shepard (Lynchburg, 21 agosto 1943 – Portland, 18 marzo 2014) è stato uno scrittore, autore di fantascienza e di fantasy statunitense.

## Biografia
Cresciuto in Florida, cominciò a viaggiare a quindici anni, trasferendosi prima in Irlanda e poi in Africa e in Asia. Cominciò a scrivere abbastanza tardi, dopo una vita movimentata, compreso un periodo con un gruppo di rock and roll nel Midwest. Il suo primo racconto apparve nel 1983 e il suo primo romanzo, Green Eyes nel 1984. Agli inizi fu considerato appartenente al movimento cyberpunk, dal quale si differenziò presto. Negli ultimi anni visse a Vancouver, nello Stato di Washington, negli Stati Uniti. Morì il 18 marzo 2014 a Portland (Oregon) per un infarto.

## Premi
Lucius Shepard vinse molti premi letterari di fantascienza: nel 1985 il Premio John Wood Campbell per il miglior nuovo scrittore, e nel 1986 il Premio Nebula per il miglior romanzo breve (novella) con R&R, che più tardi sviluppò nel romanzo del 1987 Life During Wartime (Settore Giada, Mondadori Altri Mondi, 1989). Il suo romanzo breve Barnacle Bill the Spacer vinse un Premio Hugo e un Premio Locus nel 1993.

## Opere

### Romanzi
- Occhi verdi (Green Eyes, 1984), traduzione di Riccardo Valla, Urania 1025, Arnoldo Mondadori Editore, 1986
- La voce del vento (romanzo breve, How the Wind Spoke at Madaket, 1985), traduzione di Elisabetta Svaluto [Moreolo], in La voce del vento, Le Grandi Antologie dell'Horror 2, Armenia Editore, 1990
- Piste di guerra o Licenza breve, R & R (romanzo breve, R & R, 1986), come R & R, traduzione di Giampaolo Cossato e Sandro Sandrelli, ne Il meglio della Fantascienza 1987, Armenia Editore, 1987
- Settore Giada (Life During Wartime, 1987), traduzione di Gaetano L[uigi] Staffilano, Altri Mondi 15, Arnoldo Mondadori Editore, 1989
- La bellissima figlia del cercatore di scaglie (The Scalehunter's Beautiful Daughter, 1988), romanzo breve, traduzione di Stefano Carducci, in [Mercuriale], Nova SF* a. IV (XXII) n. 14 (56), Perseo Libri, 1988
- Il padre delle gemme (romanzo breve, The Father of Stones, 1988), traduzione di Stefano Carducci, in [I molti colori del pensiero], Nova SF* a. VIII (XXVI) n. 22 (64), Perseo Libri, 1992
- Ai confini della Terra (romanzo breve, The Ends of Earth, 1989), traduzione di Carla Meazza, Altri Mondi 31, Arnoldo Mondadori Editore, 1992
- Kalimantan (Kalimantan, 1990), traduzione di Marco Pinna, in Metà P - Metà S, Urania 1190, Arnoldo Mondadori Editore, 1992
- Skull City (romanzo breve, Skull City, 1990), traduzione di Antonio Cecchi, in Isaac Asimov Science Fiction Magazine 2, Telemaco, 1993
- Barnacle Bill lo spaziale o Solitaire Station (romanzo breve, Barnacle Bill the Spacer, 1992), traduzione di Armando Corridore, in Isaac Asimov Science Fiction Magazine 4.ns, Phoenix Enterprise Publishing Company, 1994
- The Golden, 1993
- The Last Time, 1995, romanzo breve
- Valentine, 2002, romanzo breve
- Aztechs, 2003, romanzo breve
- Louisiana Breakdown, 2003, romanzo breve
- Colonel Rutherford's Colt, 2003, romanzo breve
- Floater, 2003
- Liar's House, 2004, romanzo breve
- A Handbook of American Prayer, 2006
- Viator, 2004
- Trujillo, 2005
- Softspoken, 2007
- Le stelle senzienti (Stars Seen through Stone, 2007, in F&SF, luglio 2007, romanzo breve), traduzione di Roberto Chiavini, Odissea Fantascienza 31, Delos Books, 2009
- Halloween Town, 2009, in F&SF, ottobre 2009, romanzo breve
- The Taborin Scale, 2010, romanzo breve
- The Skull, 2012, romanzo breve

### Antologie
- The Jaguar Hunter, 1987; seconda edizione riveduta 2001
- Nantucket Sleighrides (con Robert Frazier), 1988
- Ai confini della Terra (The Ends of the Earth, 1990), Altri Mondi 31, Arnoldo Mondadori Editore, 1992. ISBN 88-04-35589-1
- Sports & Music, 1994
- Barnacle Bill the Spacer and Other Stories, 1997; pubblicato negli USA come Beast of the Heartland
- Trujillo, 2004
- Two Trains Running, 2004
- Eternity and Other Stories, 2005
- Dagger Key and Other Stories, 2007
- The Best of Lucius Shepard, 2008
- Skull City and Other Lost Stories, 2008
- Vacancy & Ariel, 2009
- Viator Plus, 2010
- The Dragon Griaule, 2012, sei romanzi brevi e racconti lunghi correlati
- Five Autobiographies and a Fiction, 2013, racconti

### Saggistica
- Weapons of Mass Seduction, 2005
- With Christmas in Honduras: Men, Myths and Miscreants in Modern Central America (in corso di pubblicazione)

### Recensioni cinematografiche
- Shepard ha scritto una rubrica regolare di recensioni cinematografiche per la rivista Magazine of Fantasy and Science Fiction.

### Fumetti
- Vermillion, 1996–1997, serie a fumetti, testi

### Pubblicazioni
- AA.VV. Dossier Lucius Shepard in Urania n.1107 del 13 agosto 1989